# Marianna Bezsmertnaya
Marianna Sergeevna Bezsmertnaya, née Yurkevich (russe : Мариа́нна Серге́евна Безсме́ртная (Юркевич); 2 mai 1915 – 1991) est une géologue, minéralogiste, pétrographe et pétrologue soviétique et russe, candidat aux sciences géologiques et minéralogiques (1957), développeuse de nouvelles méthodes de diagnostic des minéraux, participant actif et auteur de la découverte d'un certain nombre de nouveaux minéraux. Elle est l'une des principales employées de l'Institut de minéralogie, de géochimie et de chimie cristalline des éléments rares de Moscou pendant 25 ans et autrice de nouvelles méthodes de détermination des minéraux. À la fin des années 1950 et au début des années 1960, elle révise la collection minéralogique de l'institut.
En 1979, un nouveau minéral découvert au Kamtchatka, la bezsmertnovite, est nommé en  l'honneur de Marianna Bezsmertnaya et de son mari Vladimir Bezsmertny. Il s'agit d'un plumbotellurure complexe d'or, de cuivre, de fer et d'argent, dont l'éclat de la couleur surpasse celui même l'or:113.
Marianna Bezsmertnaya est connue dans les cercles professionnels en tant que découvreuse de plusieurs minéraux, dont la volynskite, la chalcothallite, la cuprostibite et la bilibinskite:184.

## Biographie
Marianna Yurkevich est née à Moscou. Le père, Sergei Yurkevich, est médecin zemstvo, la mère est enseignante rurale. Après la mort prématurée de son mari en 1922, sa mère continue d'enseigner la littérature dans les écoles de Moscou. En 1929, Marianna entre à l'école technique de prospection géologique, puis, de 1933 à 1938, elle étudie à l'Institut de prospection géologique de Moscou. En 1941, elle fut envoyée en évacuation, d'abord dans la région de Riazan, puis à Frunze:184 . En 1941-1945, Marianna Yurkevich était à la tête du groupe géologique du département géologique kirghize du ministère de la Géologie.
Au cours de la dernière année de la guerre, elle a travaillé au département géologique de Kirovograd, puis est retournée à Moscou. En 1945-1950, elle occupe successivement les postes d'assistante principale de laboratoire, d'assistante et enfin de chercheuse junior à l'Institut des métaux non ferreux et de l'or du nom de M.I. Kalinine. Elle passa les sept années suivantes (1950-1957) dans l'expédition polymétallique de l'Altaï, d'abord en tant que géologue puis en tant que chef du groupe géologique:184.
De retour à Moscou, elle soutient en 1957 sa thèse pour le titre de candidate en sciences. La même année, elle rejoint l'Institut de Moscou de minéralogie, de géochimie et de chimie cristalline des éléments rares (IMGRI), où elle travaille jusqu'en 1988, d'abord comme chercheuse junior au département de minéralogie, et à partir de 1962 en tant que chercheur principal dans la spécialité « Minéralogie et Pétrographie ». Elle a longtemps travaillé dans la salle de minéralogie et a occupé pendant plus de dix ans le poste de chef de la salle de microscopie des minerais. Son domaine de spécialisation était le domaine des études microscopiques des minerais.
Au cours de son travail à l'IMGRI, elle était responsable de dix sujets scientifiques. Pendant près de cinquante ans, Marianna Bezsmertnaya a été mariée au célèbre géologue moscovite, spécialiste dans le domaine de la géologie des gisements, professeur agrégé à l'Institut polytechnique et pédagogique Vladimir Bezsmertny:63, avec qui ils ont formé un tandem scientifique productif en les années 1950-1970. La plupart des postes occupés par Marianna Bezsmertnaya après 1940 étaient, d’une manière ou d’une autre, liés aux états de service de son mari. V. Bezsmertny lui-même était issu d'une famille connue dans les cercles géologiques et minéralogiques de Moscou. Fils d'un feldsher de Bakou, il était le neveu de Maria Bezsmertnaya (Bessmertnaya), assistante et confidente de Vladimir Vernadski, qui fut à l'origine de la biochimie soviétique à la fin des années 1910. En 1918-1919 Dans le laboratoire biochimique de Kiev du syndicat des producteurs de sucre, Vernadsky organisa les premières études visant à déterminer la composition chimique des organismes vivants. Maria Bezsmertnaya (Bessmertnaya) a pris une part active à la conduite de ces expériences:185-186.
En 1979, un nouveau minéral aurifère, la bezsmertnovite, a été nommé en l'honneur de Marianna Bezsmertnaya et de son mari. Ce minéral a été découvert un an plus tôt par une équipe d'exploration géologique au gisement aurifère Aginskoye (Kamtchatka central, raïon de la Bystraïa). Les auteurs de la découverte étaient les géologues-minérologues moscovites E.M. Spiridonov et T.N. Chvileva. Dans le même temps, c’est Marianna Bezsmertnaya qui a insisté pour que le nom de son mari soit inscrit sur la liste de nomination du minéral Bezsmertnovite, se désignant ainsi comme partie intégrante du tandem scientifique familial. C'était sa seule demande ou une condition importante posée à Tatiana Chvileva et Ernst Spiridonov lors de la proposition du minéral pour approbation par la commission de l'Académie des sciences et du ministère de la Géologie de l'URSS en 1979. Sinon, elle ne lui aurait pas donné consentir à un tel nom pour le minéral:294-295.
Marianna Bezsmertnaya a reçu l'insigne honorifique « Excellence dans l'exploration du sous-sol de l'URSS ». En tant que spécialiste de premier plan dans son domaine, elle a été membre du Conseil scientifique du ministère des Géosciences de l'URSS sur les problèmes des nouvelles méthodes de diagnostic des minéraux, elle a également été membre de la Société française de minéralogie et membre de la Association internationale de minéralogie (Cambridge, Royaume-Uni). Jusqu'en 1988, Marianna Bezsmertnaya a continué à travailler à l'IMGRI. Elle est décédée en 1991 à Moscou.

## Activité scientifique
Tous les travaux scientifiques de Marianna Bezsmertnaya remontent à 1957 et sont associés exclusivement à ses activités dans le cadre d'études microscopiques de minerais dans la salle de microscopie des minerais de l'IMGRI. En tant que co-auteur d'ouvrages sur les méthodes optiques pour l'étude des minéraux, elle se distingue par son professionnalisme scrupuleux, ainsi que par l'étendue et la libéralité de ses opinions. Elle est devenue largement connue dans les cercles professionnels comme la découvreuse de plusieurs minéraux, dont, tout d'abord, la volynskite, ainsi que la chalcothallite, la cuprostibite et la bilibinskite:184. Ce dernier est devenu le minéral titre d'une nouvelle catégorie de tellurures rares, appelée le « groupe bilibinskite », qui comprenait plus tard également la bogdanovite, la bezsmertnovite, la rickardite et d'autres nouveaux minéraux.
La principale réalisation de Marianna Bezsmertnaya dans le domaine de l'analyse optique des minéraux fut la monographie « Détermination des tellurures au microscope » publiée en 1969 (co-écrite avec L. Logikova et L. Soboleva), qui non seulement lui a valu un nom, mais est devenu une étape importante dans l'identification et l'analyse de l'ensemble du groupe de minéraux, jusqu'alors peu étudiés et peu connus même des spécialistes. Jusqu'au milieu des années 1960, les informations sur de nombreux tellurures dans la minéralogie soviétique et mondiale sont restées si vagues qu'elles ont permis à M. S. Bezsmertnaya d'utiliser en 1965 la formulation suivante à cet égard : « ... les informations publiées en laboratoire et analytiques sur la calaverite et la krennerite sont tellement contradictoires. et déroutant qu'ils excluent complètement la possibilité de les utiliser à des fins de diagnostic...»:45.
Développant ce sujet, les auteurs de la monographie notaient dans la préface de la première édition que « ... l'état actuel des connaissances sur les tellurures ne permet pas de les déterminer de manière suffisamment fiable... »:5. C'est précisément cet état de la minéralogie à la fin des années 1960 qui a conduit la science à atteindre un nouveau niveau dans l'étude des minéraux.

« Au cours du processus d'élaboration des normes, les auteurs sont arrivés à la conclusion que les difficultés liées à la collecte de minerais d'éléments rares ne surviennent pas dans des cas isolés, mais systématiquement. La raison principale en est qu’actuellement nous abordons l’étude des minéraux d’un point de vue méthodologique différent. La plupart des données anciennes et relativement anciennes disponibles dans la littérature ont été obtenues sans contrôle microscopique des objets étudiés. L'utilisation d'un tel contrôle, ainsi que d'autres méthodes de diagnostic modernes énumérées ci-dessus, conduit souvent à des divergences entre les données nouvellement obtenues et les anciennes informations, même pour les mêmes échantillons:6-7. »

Le but de la publication de l'ouvrage était précisément de changer radicalement la situation existante. Et si avant la publication de la monographie de M. Bezsmertnaya, de nombreux tellurures d’or-argent et minerais polymétalliques similaires étaient considérés comme inexistants ou introuvables sur le territoire de l’URSS, alors les années 1970 ont radicalement changé cet état de choses.
Depuis le milieu des années 1960 et la première partie des années 1970, Marianna Bezsmertnaya a travaillé en étroite et productive collaboration avec Tatiana Chvileva, candidate en sciences minéralogiques, qui était sous sa direction. Ensemble, ils se sont engagés dans le développement et l'amélioration de méthodes modernes de diagnostic des microségrégations de minerais en lumière réfléchie. Au cours de recherches systématiques, les spectres de réflexion de plus de 300 minéraux ont été étudiés et classés et, surtout, la dépendance de la réflexion aux variations de composition des groupes isomorphes a été révélée, ce qui a permis d'effectuer des microdiagnostics avec une précision auparavant inaccessible.
Déjà à la fin des années 1970, les recherches menées par M. Bezsmertnaya et T. Chvileva ont permis de découvrir et d'étudier en détail un groupe de minéraux aurifères jusqu'alors inconnu, dans lequel au moins trois minéraux nouveaux pour la science ont été découverts et décrits en détail:115–116. En 1982, sur la base des résultats des travaux effectués, un nouveau groupe de bilibinskites a été décrit:140-141.

## Publications
- Spiridonov E., Bezsmertnaya M., Chvileva T., Bezsmertny V. Bilibinskite, Au3Cu2PbTe2, un nouveau gisement minéral d'or et de tellurure. International Geology Review, 1979. Vol. 21. P. 1411–1415.